# Fort de São Marcelo
Le fort de São Marcelo, souvent appelé forte do Mar en portugais, est un fort brésilien constituant une petite île de l'océan Atlantique face au centre-ville de Salvador de Bahia.